# Epiphyllum phyllanthus subsp. rubrocoronatum
Az Epiphyllum phyllanthus subsp. rubrocoronatum egy korábban Epiphyllum rubrocoronatum néven önálló fajnak tekintett epifita kaktusz.

## Elterjedése és élőhelye
Panama, Nyugat-Kolumbia, Ecuador; a tengerszinttől 1350 m magasságig.

## Jellemzői
Hajtásainak töve hengeres vagy háromszögletes, felső részük lapított, 90 mm széles legfeljebb. Virágai legfeljebb 290 mm hosszúak, 110 mm átmérőjűek, külső szirmaik zöldesfehérek, a belsők fehérek, a porzószálak bíborszínűek, a portokok zöldessárga árnyalatúak.

## Rokonsági viszonyai
Az Epiphyllum hookeri subsp. columbiense-vel azonos élőhelyen fordul elő. Azonos az Epiphyllum trimertale néven közölt taxonnal.